# Concerto em formas brasileiras
Concerto para piano e orquestra em formas brasileiras, op.105 n°2 foi escrito em 1938 por Hekel Tavares e tem 3 movimentos:
1- Modinha (Tempo de batuque - lento com simplicitá)
2- Ponteio (Largo - molto cantabile ed expressivo)
3- Maracatu (Lento, ma vigoroso)
Esse concerto é considerado o único concerto romântico brasileiro e um dos melhores do gênero.
Uma das melhores gravações do Concerto para piano e orquestra em formas brasileiras, op.105 n°2 foi feita em 2002 pela  Orquestra Sinfônica Petrobrás Pró Música com Roberto Tibiriçá (regência) e Arnaldo Cohen (piano) ao vivo no Theatro Municipal do Rio de Janeiro.